# Мустаево (Оренбургская область)
Мустаево (тат. Мостай) — село в Новосергиевском районе Оренбургской области. Административный центр сельского поселения Мустаевский сельсовет.
Постоянное население села 980 чел., 370 домохозяйств (2010).

## География
Расположено на левом берегу реки Кинде́ля в 34 км к юго-западу от Новосергиевки и в 115 км к западу от Оренбурга. По южной окраине села проходит автодорога Новосергиевка — Илек, от неё на запад отходит дорога на Придолинный и Благодарное.

## История
Во 2-й половине XVIII века земли по реке Кинделя принадлежали казакам и считались «Илекской дачей». На её берегах стояли водяные мельницы. Одна из них принадлежала отставному яицкому казаку из татар Мустаю Муралееву. Очевидно, вокруг этих мельниц и начали образовываться сначала хутора, а затем и села.
Считается, что Мельница Мустая Муралеева как населенный пункт была образована в 1752 году. Уже в 1766 году Мустаево значилось в Оренбургской губернии. П. Рычков внес его в свой топографический словарь Оренбургской губернии, составленный в 1776 году: «…Мустаева личная мельница ведомства Илекского казачьего городка при речке Кинделе от Илекского городка в верстах тридцати на ней жительство имеют уральские и илекские казаки, а сверх того несколько находятся из татар и русских обывателей…»
В 1834 году в Мустаеве из 57 семей русских было только восемь. Мустаевский форпост имел население 369 человек и входил в состав Илецкой станицы.
В хуторе была мечеть. Количество прихожан в 1900 г. составляло 720 чел. К её приходу относились также жители Кундузлы (264 чел.) и хутора Искаковский (114 чел.).
В начале XX века Мустаево стало станицей 1-го Уральского военного отдела Уральского казачьего войска, в результате этого в Мустаеве стали преобладать русские. В 1913 году в станице было уже 280 дворов с населением 1464 человека.
С 1918 по 1934 годы Мустаево относилось к Илекскому району, с 1934 по 1963 годы было административным центром Мустаевского района. С 1963 года относится к Новосергиевскому району.
В годы Великой Отечественной войны мустаевцы вписали немало славных страниц в историю района. Они по праву гордятся своими земляками, Героями Советского Союза — П. В. Сорокиным и А. Е. Лукьяновым.
Археология
История местности уходит своими корнями в глубь веков. Об этом свидетельствуют многочисленные могильники и погребения разных времен от бронзового века до эпохи средневековья.
Первые исследования на территории Новосергиевского района начались в 60-е годы XX века экспедицией Института археологии Академии наук СССР под руководством К. Ф. Смирнова. В экспедиции деятельное участие принимал сотрудник Оренбургского краеведческого музея С. А. Попов. Он произвел разведку по левому краю реки Кинделя и обнаружил большое число древних курганов в окрестностях сел Герасимовка и Мустаево. В течение 1963—1964 годов экспедицией было раскопано 25 курганов, в которых было обнаружено 144 погребения разных времен от бронзового века до эпохи средневековья.
На протяжении 80-90-х годов экспедиция Оренбургского педагогического университета провела большую работу по составлению полной археологической карты Новосергиевского района. Оказалось, что наибольшее число курганов сосредоточено по берегам рек Кинделя, Самара, Малый Уран, Иртек и другим.
В районе Ржавки и Мустаева достаточно много погребальных памятников — курганов и могильников, около 11. В 2003 году началось исследование курганных некрополей у Мустаева. Как и ожидалось, самые древние из них были сооружены населением ямной культуры в эпоху ранней бронзы. В своё время эти курганы были похожи на египетские пирамиды, правда, возникли они не из камня, а из земли.
Были обнаружены и исследованы ещё два погребения, одно из которых можно связать с половецкой культурой, а другое — с монгольской. В одном были найдены останки половца. Небольшая насыпь кургана, неглубокая погребальная яма, небогатый вещевой материал — железный нож, колчанный крюк, кресло и кремень — говорят о том, что это был рядовой воин.
Особенно интересны развалины мавзолея, построенного из плоского кирпича квадратной формы. Вероятно, этот мавзолей был возведен здесь монгольской семьей в XIV веке. Тогда в степях Южного Приуралья располагался один из усулов Золотой Орды. Монгольские ханы строили свои усыпальницы из хорошо прожженного красного кирпича. Купол мавзолея был полностью разрушен и представлял собой груду битого строительного материала, под которым все же уцелело три могилы.